# Stob Coire an Laoigh
Der Stob Coire an Laoigh  ist ein als Munro eingestufter Berg in Schottland. Sein gälischer Name bedeutet in etwa Spitze des Kälberkars oder Spitze des Kars des Kalbs. Er liegt an der Westküste auf der zur Council Area Highland östlich von Fort William in der Bergkette der Grey Corries. Diese schließt sich östlich an die nach dem Ben Nevis, dem höchsten Berg Großbritanniens, benannte Nevis Range an. 

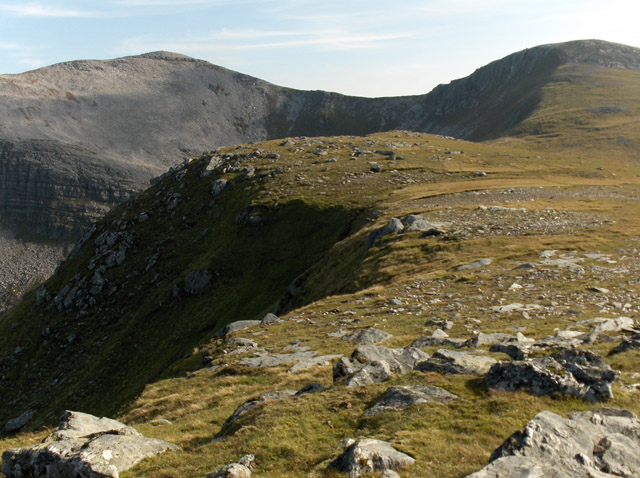
Blick vom nördlich vorgelagerten Rücken des Beinn na Socaich auf den Hauptgipfel (links) und den Vorgipfel Stob Coire Easain (rechts)

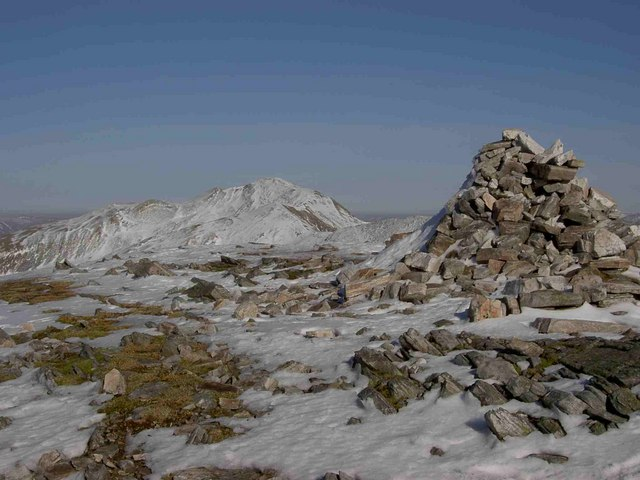
Der Gipfelcairn des Stob Coire an Laoigh, Blick nach Osten, im Hintergrund der Stob Choire Claurigh

## Beschreibung
Mit seinen 1116 Metern Höhe ist der Stob Coire an Laoigh der zweithöchste Gipfel der Grey Corries, einer komplexen, überwiegend aus hellen Quarziten bestehenden Bergkette mit insgesamt vier Munros sowie weiteren, als Top eingestuften Gipfeln. Der Stob Coire an Laoigh liegt im westlichen Teil der Bergkette, die durch das Tal des Allt Coire an Eòin und einen etwa 730 Meter hohen Bealach vom westlich benachbarten Aonach Beag getrennt ist. Sein Gipfel ist Teil des etwa von Südwesten nach Nordosten verlaufenden Hauptgrats der Grey Corries, zusätzlich zum in Richtung Nordosten bzw. Nordwesten verlaufenden Hauptgrat besitzt er noch einen kurzen Südostgrat in Richtung Glen Nevis. Nordöstlich schließt sich im Hauptgrat der 1106 Meter hohe Caisteal an, über den der Übergang zum Stob Choire Claurigh, dem höchsten Gipfel der Grey Corries möglich ist. Nach Nordwesten vorgelagert ist der 1080 Meter hohe, als Munro-Top eingestufte Stob Coire Easain. Von diesem Vorgipfel aus verläuft ein langer breiter Grat in Richtung Norden, der Beinn na Socaich, der sich allmählich in Richtung Spean Bridge absenkt. Der Hauptgrat führt vom Stob Coire Easain weiter nach Südwesten zum nächsten Munro der Grey Corries, dem Sgùrr Choinnich Mòr. Zwischen dem Beinn na Socaich und dem Hauptgrat der Grey Corries besitzt der Stob Coire an Laoigh steil in das dortige Kar abfallende Felswände, während er nach Osten und Südwesten mit steilen, schrofendurchsetzten Hängen ins Glen Nevis abfällt.

## Aufstieg
Zustiegsmöglichkeiten bestehen vor allem über die zum Gipfel führenden Grate. Viele Munro-Bagger besteigen die drei entlang der Hauptkette der Grey Corries liegenden Munros im Rahmen einer langen Tagestour. Ausgangspunkt ist die Farm Coirechoille bei Spean Bridge. Von dort führt der Anstieg über den Stob Choire Claurigh und dessen Vorgipfel und weiter über den Caisteal zum Hauptgipfel. Ebenso kann auch der Beinn na Socaich für den Zu- und Abstieg genutzt werden. Alternativ kann aus dem Glen Nevis der Südostgrat begangen werden oder der benachbarte Sgùrr Choinnich Mòr über seine Südflanke bestiegen und dann über den Hauptgrat der Gipfel des Stob Coire an Laoigh erreicht werden.